# Калверт, Леонард
Леонард Калверт (англ. Leonard Calvert; 1606 — 9 июня 1647) — английский политический деятель, первый колониальный губернатор Мэриленда (1634—1647).

## Биография
Леонард Калверт был сыном Джорджа Калверта, 1-й барона Балтимор и его жены Анны Минн.
После смерти отца унаследовал колонию Мэриленд, в которую был назначен губернатором своим старшим братом Сесилом. В ноябре 1633 года вместе с 300 колонистами на кораблях «Ковчег» и «Голубь» он покинул Англию и отправился в Мэриленд. 
25 марта 1634 года поселенцы высадились на острове Святого Климента, где на выкупленных у индейцев землях было основано поселение Сент-Мэри-Сити и Леонард по совету старшего брата стал управлять колонией в соответствии с феодальными порядками. Однако это вызвало возмущение поселенцев и в феврале 1635 года он созвал колониальное собрание. 
В 1638 году Леонард был вынужден подчиниться собранию, которое заставило его править в соответствии с английскими законами. В том же году он захватил торговый пост на острове Кент, который был построен Уильямом Клэйборном, богатым торговцем из Виргинии, что вызвало его недовольство.
В 1644 году в Мэриленде произошло восстание протестантов под руководством Клейборна и Ричарда Айнгла, который захватил Сент-Мари. Клаверт бежал в Виргинию, откуда вернулся в 1646 году вернулся во главе вооружённого отряда и восстановил право собственности на колонию. 
Скончался 9 июня 1647 года от неизвестной болезни, был похоронен в Мэриленде.